# Portada/efemèride octubre 2
Rafel Nadal
« 1 d'octubre · 2 d'octubre · 3 d'octubre »